# رایکوواتس (توپولا)
رایکوواتس (به صربی: Rajkovac) یک منطقهٔ مسکونی در صربستان است که در توپولا واقع شده‌است. رایکوواتس ۱۸۹ نفر جمعیت دارد.